# Chaka (romanzo)
Chaka è il romanzo più noto di Thomas Mofolo, scrittore nato nel 1876 nel villaggio di Khojane in Basutoland (ora Lesotho). Scritto in lingua sotho del sud e pubblicato originariamente nel 1925, è la storia romanzata dell'ascesa e caduta di Shaka re-imperatore degli Zulu.
È stata indicata, da un comitato organizzato da Ali Mazrui, come una delle dodici migliori opere della letteratura africana del ventesimo secolo. L'opera è stata tradotta in varie lingue, fra cui: francese, inglese, tedesco, afrikaans ed italiano.

## Edizioni
- Thomas Mofolo, Chaka, introduzione di Jane Wilkinson, Roma, Edizioni Lavoro, 1988, ISBN 88-7910-339-3.